# Dernier vol pour Abuja
Pour plus de détails, voir Fiche technique et Distribution.
Dernier vol pour Abuja (Last Flight to Abuja) est film britannico-nigérian coécrit, produit et réalisé par Obi Emelonye, sorti en 2012.

## Fiche technique
Sauf indication contraire, les informations mentionnées dans cette section peuvent être confirmées par la base de données cinématographiques IMDb,  présente dans la section « Liens externes ».
- Titre original : Last Flight to Abuja
- Titre français : Dernier Vol pour Abuja
- Réalisation : Obi Emelonye
- Scénario : Tunde Babalola, Obi Emelonye et Amaka Obi-Emelonye
- Musique : Luke Corradine
- Direction artistique : Sango B'Song
- Décors : n/a
- Costumes : n/a
- Photographie : James M. Costello
- Montage : Ben Nugent
- Production : Obi Emelonye et Charles Thompson
- Production déléguée : Amasike Emelonye, Celine Loader et Nyimbi Odero
- Coproduction : Gordon Irole
- Société de production : Nollywood Film Factory
- Société de distribution : Talking Drum Entertainment (Royaume-Uni)
- Pays de production :  Nigeria /  Royaume-Uni
- Langue originale : anglais
- Format : couleur
- Genres : Action, thriller et drame
- Durée : 81 minutes
- Dates de sortie :
  - Royaume-Uni : 29 juin 2012
  - Nigeria : 3 août 2012
  - France : 23 juillet 2020 (Netflix)[1]

## Distribution
- Hakeem Kae-Kazim : Adesola
- Uru Eke : l'hôtesse de l'air
- Omotola Jalade Ekeinde : Suzie
- Jide Kosoko : le chef Nike
- Jim Iyke : David
- Anthony Monjaro : le capitaine
- Tila Ben : le passager
- Celine Loader : la capitaine Seye
- Ali Nuhu : Dan
- Uche Odoputa : Efe
- Jennifer Oguzie : Yolanda
- Joe Shamel : l'agent de sport

## Production
Le tournage a lieu à Lagos, dont l'aéroport international Murtala-Muhammed.

## Distinctions

### Récompenses
- Africa Movie Academy Awards 2013 : meilleur film d'un Africain vivant à l'étranger[3]
- Africa Magic Viewers Choice Awards 2014 : meilleur son[4]

### Nomination
- Africa Movie Academy Awards 2013 : meilleur son[4]